# LRRC37
Leucine rich repeat containing 37 est une famille de protéines transmembranaires . Le nombre de gènes codant pour des récepteurs LRRC37 a augmenté chez les simiens par duplications segmentales ayant pour conséquence l'existence de gènes LRRC37 spécifiques aux simiens, aux hominidés ou à l'humain. La plupart appartiennent au type ancestral LRRC37A. Le génome humain contient au moins 4 gènes codants pour des récepteurs LRRC37 dont 3 du type ancestral (LRRC37A, LRRC37A2, LRRC37A3) et un nouveau type spécifique aux hominidés : LRRC37B  . 
Dans le cortex cérébral humain, LRRC37B est exprimé dans les neurones pyramidaux au niveau du segment initial axonal, qui est le lieu de génération des signaux nerveux (potentiels d'action). Cette expression est spécifique à l'humain comparé à un autre hominidé, le chimpanzé, et un autre simien, le macaque. LRRC37B diminue l'excitabilité des neurones, une caractéristique des neurones du cortex cérébral humain comparé aux autres espèces mammifères (voir Évolution du cerveau humain). LRRC37B peut se lier à la protéine sécrétée FGF13A et à la protéine transmembranaire SCN1B ce qui inhibe les canaux sodiques voltage-dépendants présents au segment initial axonal et qui génèrent les potentiels d'action .